# Camp de César (Bracquemont)
Pour les articles homonymes, voir Camp de César.

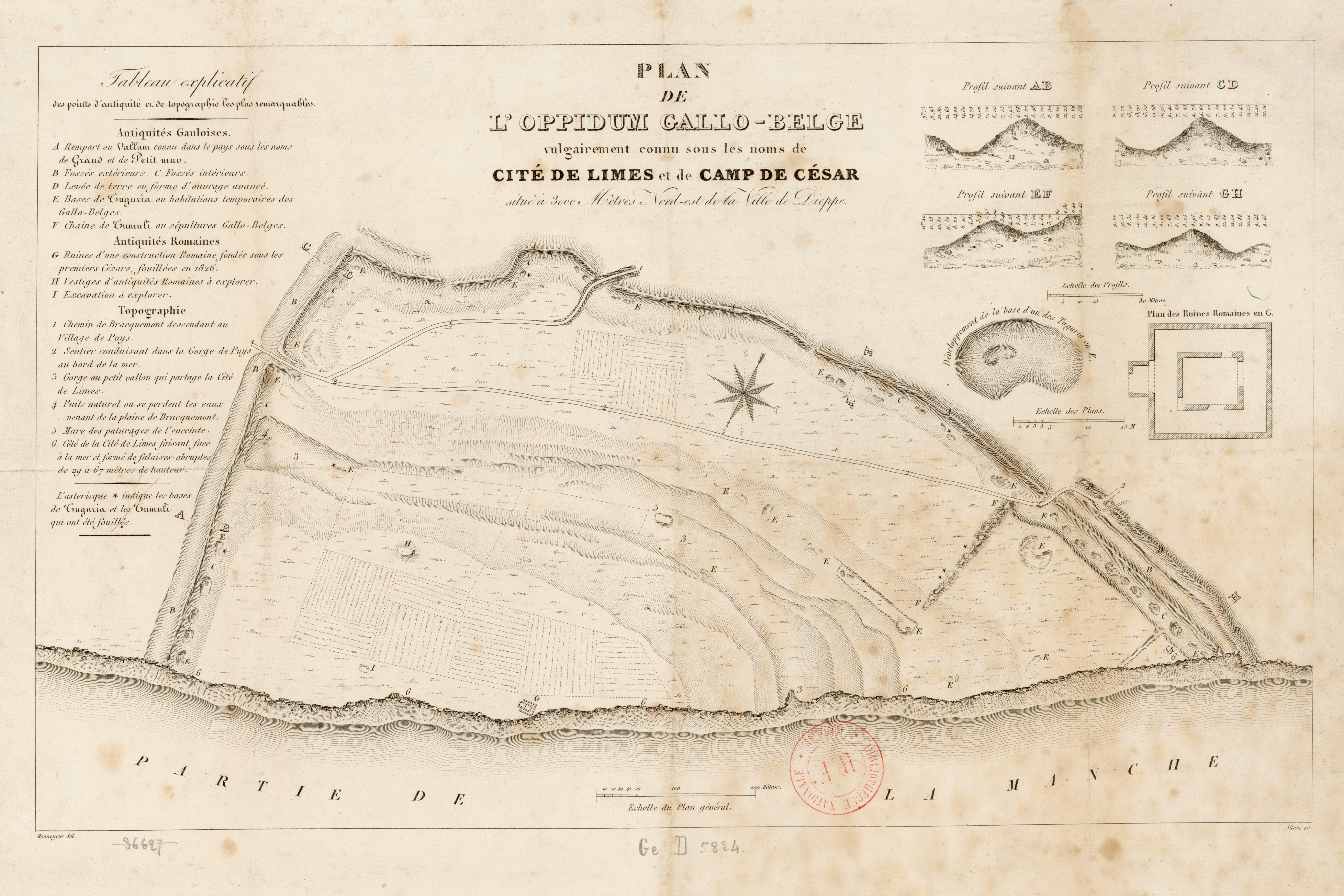
Plan du site, document de 1828, dressé par Pierre-Jacques Feret. Le nord de la carte est vers le bas.

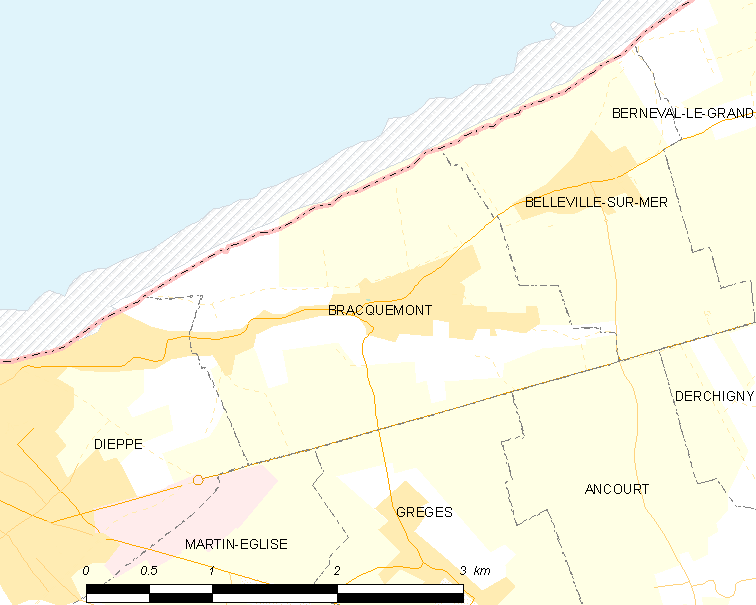
Le site est à cheval sur la limite communale de Dieppe et Bracquemont.

Le camp de César ou cité de Limes est un site retranché antique estimé d'époque celtique et gallo-romaine situé en bord de mer à 3 km au Nord-Est de Dieppe, rattaché au lieu-dit dieppois de Puys et à l'ancienne commune de Bracquemont, aujourd'hui fusionnée dans la commune nouvelle de Petit-Caux.

## Datation
Malgré son nom, qui lui aurait été donné par Louis XIII qui est venu ici le 26 novembre 1617 pour une partie de pêche, les origines du site sont beaucoup plus anciennes, certainement celtiques et peut-être même protohistoriques. Sa fonction d'oppidum fortifié gaulois est attestée par les découvertes archéologiques. Un accès direct à la mer existait auparavant, détruit de nos jours par le recul du littoral, avec un port qui permettait une activité de pêche et un moyen de fuite en cas d'attaque. L'occupation s'est poursuivie à l'époque gallo-romaine puisqu'un petit fanum maçonné (aujourd'hui emporté par le recul de la falaise) et des monnaies romaines ont été retrouvés sur le site.
Le nom Cité de Limes, ou Cité d'Olyme est la plus ancienne mention du site dans les textes. Il apparaît dès le XIVe siècle dans les écrits de Matthieu Paris et en 1466 sur une dalle tumulaire de l'église de Martin-Église. Par la suite, le nom vulgarisé de Camp de César se répand largement.

## Morphologie

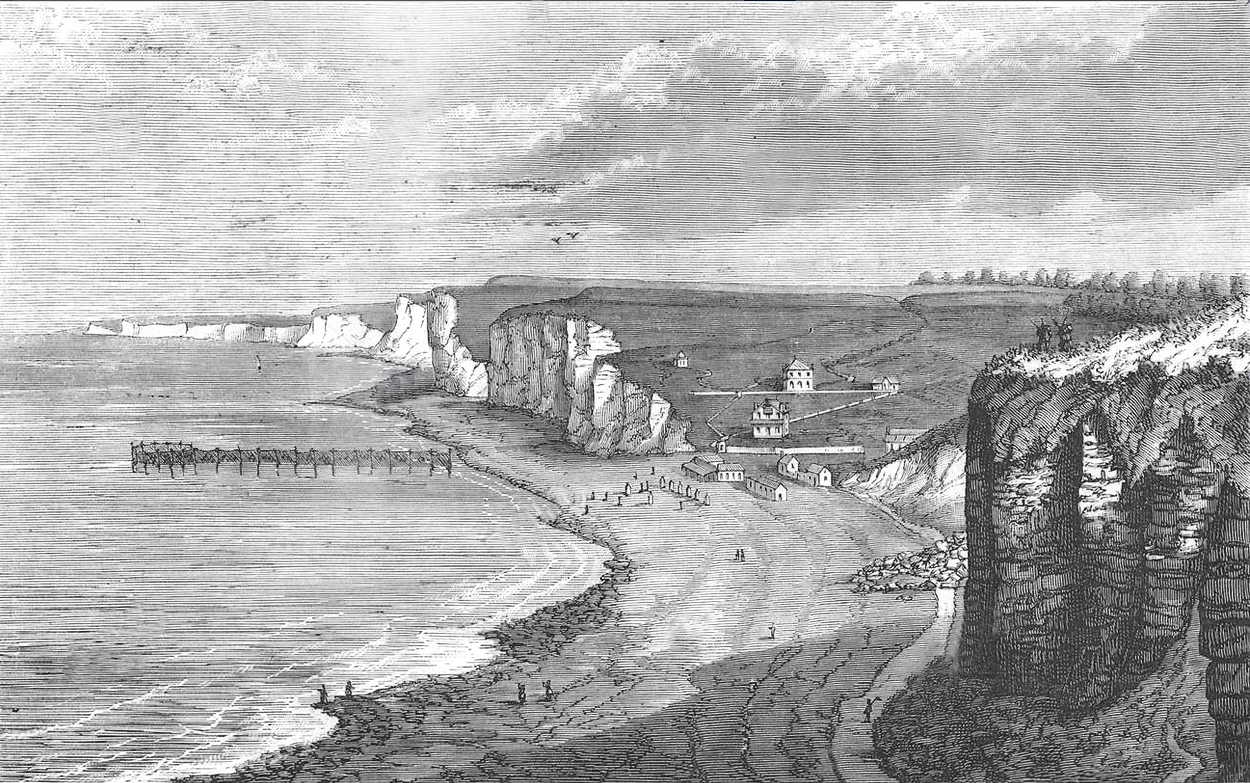
Gravure du Journal des voyages, 1879. Vue de la plage de Puys. À l'horizon on observe le rempart de terre et l'entrée du chemin du camp de César, dans la falaise le profil de la valleuse sèche qui coupe le site en son milieu et à l'arrière-plan, la seconde levée de terre.

Le site, délimité par des remparts de terre sur deux côtés et par la mer sur le troisième, représente aujourd'hui un triangle d'environ 50 hectares de superficie, il aurait perdu depuis l'antiquité au moins 5 hectares à cause de l'érosion du littoral.

## Historique des fouilles
La première étude parue sur la cité de Limes est une communication de l'abbé de Fontenu, lue en 1731 et 1732 à l'Académie des inscriptions et belles-lettres à la suite de la visite qu'il fit sur place en 1730. Le texte est reporté dans les publications de cette académie Les conclusions de l'abbé de Fontenu sont que l'origine du site ne peut remonter antérieurement au XVe siècle et qu'il pourrait être un camp anglais lors du siège de Dieppe soutenu pendant la Guerre de Cent Ans. Cette opinion, sujette cependant à polémiques, prévaudra jusqu'à la communication faîte par Eustache-Hyacinthe Langlois à la Société d'émulation de Rouen sur les  premières fouilles réalisées en 1825 par Pierre-Jacques Feret de Dieppe. Ce dernier publie son travail en 1826 il avait déjà évoqué le sujet dans Notice sur Dieppe, Arques et quelques monuments circonvoisins, publié en 1825.
En 2024, lors de fouilles de sauvetage, les archéologues trouvent un message de Pierre-Jacques Feret laissé dans une petite bouteille de verre : « P. J. Feret natif de Dieppe, membre de plusieurs sociétés sçavantes a fouillé ici en janvier 1825. Il continue ses recherches dans toute cette vaste enceinte appelée Cité de Limes ou Camp de César. »